# Mary on a Cross
«Mary on a Cross» —en español: «María en una cruz»— es un sencillo de la banda sueca de rock Ghost, lanzado como parte de su EP Seven Inches of Satanic Panic en 2019.
El tema central de «Mary on a Cross» gira en torno a una figura femenina, en referencia a la Virgen María, pero reinterpretada en un contexto más provocativo y secular. Las letras hablan de deseo, tentación y una relación intensa, utilizando metáforas religiosas y simbolismo para añadir profundidad y complejidad al mensaje. La canción combina elementos de rock clásico con toques de heavy metal, creando una atmósfera envolvente y energética. La voz del vocalista Papa Emeritus IV (Tobias Forge) añade un nivel de dramatismo y teatralidad que es característico de las actuaciones de la banda.

## Lanzamiento y promoción
«Mary on a Cross», compuesta por Tobias Forge, líder de la banda Ghost, cuenta la historia de una mujer venerada como santa por muchos, pero que guarda en su interior un secreto perturbador. La letra explora la imperfección humana y la presencia inevitable de un lado oscuro en cada individuo.
Forge ha revelado que la canción se inspira en la novela El Perfume de Patrick Süskind, que magistralmente aborda la dualidad de la naturaleza humana y los aspectos más sombríos de la sociedad.

### TikTok
Después de dos años desde su lanzamiento, el sencillo logró viralizarse en la plataforma de vídeos TikTok, convirtiéndose en la canción más exitosa de la banda sueca hasta la fecha. Alcanzó destacadas posiciones en las listas de Billboard Hot 100, Viral 50 de Spotify y Apple Music Charts. El rotundo éxito de la canción impulsó a la banda a lanzar el videoclip oficial en diciembre de 2022.

## Letra
«Mary on a Cross», al igual que «Kiss the Go-Goat», es interpretada por Tobias Forge y trata sobre la relación amorosa con Sister Imperator. La canción se interpreta como una oda a la experimentación con drogas o sexo. La línea ‘You go down just like Holy Mary’ (‘Bajas justo como la Santa María’) ha recibido diversas interpretaciones en Internet. Diferentes críticos han señalado que tiene múltiples referencias, tanto a la actividad sexual como a la cruz como un símbolo fálico. Además, esto sugiere que el diablo fue el padre de Jesús y que esta conquista es solo una más en una larga lista de corrupciones de mujeres religiosas. Dado que la expresión «bajas» generalmente representa el sexo oral, esto se relaciona con la pista paralela y el nombre del miniálbum, que tienen referencias recurrentes a «kiss the goat/obscene kiss».
La siguiente parte trata sobre la frase ‘Mary on a’ que suena como «marijuana» («marihuana»). La frase ‘Nothing wrong with that’ es un subtexto oculto de una «canción de legalización». Esto fue confirmado por Nameless Ghoul en un concierto en el Rush Center, donde fumó durante el precoro. Además, la línea ‘Tickle you internally’ (‘Hacerte cosquillas por dentro’) se interpreta como una insinuación sexual o una metáfora de la arrogancia.
De acuerdo con la historia general presentada en la serie de videos que llevó al lanzamiento de esta canción, ambas canciones en conjunto sugieren que la pareja claramente son Papa Nihil y Sister Imperator. En otra parte de la canción, hay una referencia a Bloody Mary; un cóctel compuesto de vodka y jugo de tomate con especias, lo que lleva a un juego de palabras que resalta el lado inusual de la historia.

## Gráficos
| Listas (2019 a 2022) | Posición más alta |
| -------------------- | ----------------- |
| Billboard Hot 100    | 90                |
| Venezuela            | 3                 |
| Chile                | 3                 |
| Reino Unido          | 3                 |
| Estados Unidos       | 35                |
| Suecia               | 49                |
| Billboard Hard Rock  | 1                 |
| Perú                 | 1                 |
| México               | 1                 |